# Стивън Прюит
Стивън Прюит (на английски: Steven Pruitt, роден на 17 април 1984 г.) е американски редактор на Уикипедия, който е направил най-големия брой редакции в английската Уикипедия – над 6 милиона. Направил е поне една редакция на една трета от всички статии в английската Уикипедия.
Прюит за първи път започва да редактира Wikipedia през 2004 година. Създал е повече от 33 000 статии. Обявен е за един от 25-те най-влиятелни лица в интернет от списание „Тайм“ през 2017 г.
Прюит пише и редактира използвайки псевдонима Ser Amantio di Nicolao, който от своя страна е препратка към второстепенен герой в операта на Джакомо Пучини от 1917 г. Джани Скики. Той заявява, че има за цел да се бори с половите предразсъдъци в Уикипедия, като насърчава включването на жените чрез проекта „Жени в Червено“.

## Биография
Прюит е роден на 17 април 1984 г. в Сан Антонио, Тексас, като единствено дете на Алла Прюит, руска еврейка имигрант, и Доналд Прюит от Ричмънд, Вирджиния. Майка му емигрирала от Съветския съюз при разхлабването на политиката за еврейска миграция при Леонид Брежнев, докато баща му работи като професор в колеж във Вирджиния. Те се запознават, когато и двамата са учители в Руския Департамент на Института по отбрана във военновъздушната база Лакланд, близо до Сан Антонио.
Като дете, той е запален читател на класическа литература и истории за мистерии от Агата Кристи и Нгайо Марш.
Учи и завършва „Св. Стефан и Св. Агнес“ в Александрия, Вирджиния, през 2002 г. Той посещава колежа „Уилям и Мери“, където пее като част от хор, и завършва през 2006 г. със степен по История на изкуството.

## Кариера
През 2017 г. Прюит работи като подизпълнител в Митническата и Гранична Защита на САЩ, където работи със записи и информация и предпочита да работи на хартия.
През 2020 г. той става мениджър на Архивите в Агенцията по здравеопазване на отбраната. От 2021 г. работи за Chenega IT Enterprise Services като изпълнител на Агенцията по Здравеопазване на отбраната.